# FIFAe World Cup
La FIFAe World Cup, autrefois nommée la FIFA Interactive World Cup (FIWC) puis la FIFA eWorld Cup, est une compétition internationale de jeux vidéo de football qui se tient chaque année sous l'égide de la FIFA et de EA Sports.

## Histoire

### Première édition
La rude concurrence dans l’industrie vidéoludique affecte les simulations de sports dont celles du football depuis les années 1990. La fédération internationale organise ainsi la FIFA Interactive World Cup dès 2004 en partenariat avec Electronic Arts. La première édition de la FIWC a eu lieu en Suisse, remportée par le Brésilien Thiago "Thiago" Carrico Azevedo à Zurich et réunissant 23 000 joueurs.

### Victoires à domicile
Les deux versions suivantes ont été conquises par des représentants du pays hôte. L'Anglais Chris "ChrisyB" Bullard soulève en effet le trophée à Londres en 2005 et le Néerlandais Andries "Driesje" Smit remporte l'édition 2006 à Amsterdam.

### Le début de deux ères
La FIFA Interactive World Cup ne reprend qu'en 2008 à Berlin, en Allemagne, et assiste au premier sacre de Alfonso "Herzex" Ramos. Ce dernier se qualifie par la suite pour la grande finale chaque année jusqu'en 2013.

### Records
La FIWC est apparue pour la première fois en 2011 dans le Livre Guinness des records, puis réitère l'exploit en 2013, devenant le plus grand tournoi de jeu vidéo avec plus de 2,5 millions de joueurs entre octobre 2012 et mai 2013.

### Changement de nom
En 2018, la FIFA Interactive World Cup change de nom et devient la FIFA eWorld Cup, avant de devenir la FIFAe World Cup en 2022.

## Organisation

### Les débuts sur Xbox
La compétition du jeu vidéo FIFA s’effectue sur la plateforme Xbox de la firme Microsoft, à l’inverse de la PES League évoluant sur la PlayStation 2 de Sony.

### Le passage à deux plateformes
Pour la première fois dans l'histoire de la compétition, les joueurs Xbox One et PlayStation 4 s'affrontent durant la douzième édition du tournoi en 2016. Avec l'intégration des nouvelles consoles, le nombre de participants augmente de manière significative vis-à-vis des années précédentes où la FIWC n'était disponible que sur PlayStation 3. La FIFA Interactive World Cup se démarque par exemple de l'ESWC qui favorise la compétition sur Xbox One.

## Déroulement
Les joueurs ont la possibilité de se qualifier en participant au mode de jeu en ligne du jeu vidéo FIFA. Au cours de six saisons durant chacune un mois, les deux meilleurs joueurs du classement ainsi que le joueur ayant le meilleur ratio parties gagnées/parties perdues de chaque saison sont qualifiés pour la grande finale. La « qualification de la communauté » permet aux joueurs les plus doués de se qualifier sans pour autant être en tête du classement.
Depuis le nouveau format instauré en 2016, 32 joueurs dont seize sur Xbox One et seize sur PS4 s'affrontent lors de la grande finale. Les joueurs de chaque console respective s'affrontent entre eux lors des 1/16, 1/8, 1/4 de finale et des 1/2 finales. Les deux finalistes sont donc un joueur Xbox One et un joueur PlayStation 4 et la finale se joue en match aller-retour sur les deux consoles. 

## Résultats
| Édition | Dates       | Ville hôte     | Vainqueur                          | Finaliste                         | Score            |
| ------- | ----------- | -------------- | ---------------------------------- | --------------------------------- | ---------------- |
| 2004    | 19 décembre | Zurich         | Thiago "Thiago" Carrico de Azevedo | Matija "Matija" Biljeskovic       | 2-1              |
| 2005    | 19 décembre | Londres        | Chris "ChrisyB" Bullard            | Gabor "mokosg" Mokos              | 5-2              |
| 2006    | 9 décembre  | Amsterdam      | Andries "Driesje" Smit             | Wolfgang Meier                    | 6-4              |
| 2008    | 24 mai      | Berlin         | Alfonso "Herzex" Ramos             | Michael "FiGoSkiLLz" Ribeiro      | 3-1              |
| 2009    | 2 mai       | Barcelone      | Bruce "Spank" Grannec              | Ruben "Zerecero" Morales Zerecero | 3-1              |
| 2010    | 1 mai       | Barcelone      | Nenad "Nenad" Stojković            | Ayhan "AyhAn1991" Altundag        | 2-1              |
| 2011    | 7-9 juin    | Los Angeles    | Francisco "Quinzas" Cruz           | Javier "Munoz" Munoz              | 4-1              |
| 2012    | 21-23 mai   | Dubaï          | Alfonso "Herzex" Ramos             | Bruce "Spank" Grannec             | 0-0 (4-3 t.a.b.) |
| 2013    | 6-8 mai     | Madrid         | Bruce "Spank" Grannec              | Andrei "andreicito" Torres Vivero | 1-0              |
| 2014    | 2-3 juillet | Rio de Janeiro | August "Agge" Rosenmeier           | David "Davebtw" Bytheway          | 3-1              |
| 2015    | 17-19 mai   | Munich         | Abdulaziz "Mr D0ne" Alshehri       | Julien "Julianoo" Dassonville     | 3-0              |
| 2016    | 20-22 mars  | New York       | Mohamed "Bacha" Al-Bacha           | Sean "Dragonn" Allen              | 5-5 (2-2 ; 3-3)  |
| 2017    | 16-18 août  | Londres        | Spencer "Gorilla" Ealing           | Kai "deto" Wollin                 | 7-3 (3-3 ; 4-0)  |
| 2018    | 2-4 août    | Londres        | Musae "Msdossary" Al Dossary       | Stefano "StefanoPinna" Pinna      | 4-0 (2-0 ; 2-0)  |
| 2019    | 2-4 août    | Londres        | Mohammed "MoAuba" Harkous          | Musae "Msdossary" Al Dossary      | 3-2 (1-1 ; 2-1)  |

## Palmarès

### Palmarès par joueur
| Rang | Joueur                    | Vainqueur | Finaliste | Demi-finaliste |
| ---- | ------------------------- | --------- | --------- | -------------- |
| 1    | Bruce Grannec             | 2         | 1         | 1              |
| 2    | Alfonso Ramos             | 2         |           |                |
| 3    | Musae Al Dossary          | 1         | 1         |                |
| 4    | Francisco Cruz            | 1         |           | 1              |
| 4    | August Rosenmeier         | 1         |           | 1              |
| 4    | Abdulaziz Alshehri        | 1         |           | 1              |
| 7    | Thiago Carrico de Azevedo | 1         |           |                |
| 7    | Chris Bullard             | 1         |           |                |
| 7    | Andries Smit              | 1         |           |                |
| 7    | Nenad Stojković           | 1         |           |                |
| 7    | Mohamed Al-Bacha          | 1         |           |                |
| 7    | Spencer Ealing            | 1         |           |                |
| 7    | Mohammed Harkous          | 1         |           |                |
| 14   | Ruben Morales Zerecero    |           | 1         | 1              |
| 14   | Kai Wollin                |           | 1         | 1              |
| 16   | Matija Biljeskovic        |           | 1         |                |
| 16   | Gabor Mokos               |           | 1         |                |
| 16   | Wolfgang Meier            |           | 1         |                |
| 16   | Michael Ribeiro           |           | 1         |                |
| 16   | Ayhan Altundag            |           | 1         |                |
| 16   | Javier Munoz              |           | 1         |                |
| 16   | Andrei Torres Vivero      |           | 1         |                |
| 16   | David Bytheway            |           | 1         |                |
| 16   | Julien Dassonville        |           | 1         |                |
| 16   | Sean Allen                |           | 1         |                |
| 16   | Stefano Pinna             |           | 1         |                |
| 27   | Shimane Morekure          |           |           | 1              |
| 27   | Yoon Seo-park             |           |           | 1              |
| 27   | Javier Devis Lara         |           |           | 1              |
| 27   | Ragui Yogaranjan          |           |           | 1              |
| 27   | Felipe Stoyne             |           |           | 1              |
| 27   | Dominik Posch             |           |           | 1              |
| 27   | André Buffo               |           |           | 1              |
| 27   | Radim Kluka               |           |           | 1              |
| 27   | Danny Taylor              |           |           | 1              |
| 27   | Mark Azzi                 |           |           | 1              |
| 27   | Adam Winster              |           |           | 1              |
| 27   | Giuseppe Guastella        |           |           | 1              |
| 27   | Rafael Riobo              |           |           | 1              |
| 27   | Steven van de Vorst       |           |           | 1              |
| 27   | Jorrick Boshove           |           |           | 1              |
| 27   | Lyes Ould-Ramoul          |           |           | 1              |
| 27   | Ivan Lapanje              |           |           | 1              |
| 27   | Dylan Bance               |           |           | 1              |
| 27   | Timo Siep                 |           |           | 1              |
| 27   | Florian Muller            |           |           | 1              |
| 27   | Kurt Fenech               |           |           | 1              |
| 27   | Marcus Jørgensen          |           |           | 1              |
| 27   | Fouad Fares               |           |           | 1              |
| 27   | Nicolas Villalba          |           |           | 1              |

### Bilan par nation
| Rang | Nation          | Joueurs vainqueurs | Joueurs finalistes |
| ---- | --------------- | ------------------ | ------------------ |
| 1    | Angleterre      | 2 (2005, 2017)     | 2 (2014, 2016)     |
| 1    | France          | 2 (2009, 2013)     | 2 (2012, 2015)     |
| 3    | Arabie saoudite | 2 (2015, 2018)     | 1 (2019)           |
| 4    | Espagne         | 2 (2008, 2012)     |                    |
| 4    | Danemark        | 2 (2014, 2016)     |                    |
| 6    | États-Unis      | 1 (2010)           | 2 (2004, 2008)     |
| 6    | Allemagne       | 1 (2019)           | 2 (2010, 2017)     |
| 8    | Brésil          | 1 (2004)           |                    |
| 8    | Pays-Bas        | 1 (2006)           |                    |
| 8    | Portugal        | 1 (2011)           |                    |
| 11   | Mexique         |                    | 2 (2009, 2013)     |
| 12   | Hongrie         |                    | 1 (2005)           |
| 12   | Autriche        |                    | 1 (2006)           |
| 12   | Colombie        |                    | 1 (2011)           |
| 12   | Belgique        |                    | 1 (2018)           |